# Witterswil
Witterswil est une commune suisse du canton de Soleure, située dans le district de Dorneck.

Vue aérienne (1950)